# Seznam medailistů na mistrovství Československa a Česka mužů a žen v běhu na 400 m překážek

### Muži
| Rok          | Místo              | Zlato              | Výkon         | Stříbro                          | Bronz                   |
| ------------ | ------------------ | ------------------ | ------------- | -------------------------------- | ----------------------- |
| MR ČSR 1945  | Praha              | Jaroslav Kabát     | 56,8          | Vlastimil Holeček                | Vladimír Vondráček      |
| MR ČSR 1946  | Praha              | Vlastimil Holeček  | 57,5          | Bořivoj Kankrlík                 | Vratislav Novotný       |
| MR ČSR 1947  | Praha              | Vlastimil Holeček  | 55,1          | Arnošt Schneider                 | Alexej Čižmář           |
| MR ČSR 1948  | Praha              | Milan Tošnar       | 55,3          | Arnošt Schneider                 | Václav Aim              |
| MR ČSR 1949  | Praha              | Milan Tošnar       | 56,1          | Milan Knapp                      | Pavel Formánek          |
| MR ČSR 1950  | Bratislava         | Miloslav Moravec   | 55,8          | Alois Krul                       | Alexej Čižmář           |
| MR ČSR 1951  | Brno               | Miloslav Moravec   | 54,6          | Lubomír Bartoš                   | Milan Knapp             |
| MR ČSR 1952  | Praha              | Lubomír Bartoš     | 54,8          | Miloslav Moravec                 | Dominik Kocinger        |
| MR ČSR 1953  | Praha              | Miroslav Borsuk    | 53,4          | Miloslav Moravec                 | Dominik Kocinger        |
| MR ČSR 1954  | Ostrava            | Otakar Šťastný     | 54,9          | Dušan Žajdlík                    | Ladislav Nešpor         |
| MR ČSR 1955  | Brno               | Lubomír Bartoš     | 53,5          | Dušan Žajdlík                    | Otakar Šťastný          |
| MR ČSR 1956  | Bratislava         | Miroslav Borsuk    | 53,7          | Lubomír Bartoš                   | Dominik Kocinger        |
| MR ČSR 1957  | Praha              | Milan Trčka        | 55,4          | Květoslav Springinsfeld          | Stanislav Reischl       |
| MR ČSR 1958  | Ostrava            | Miroslav Borsuk    | 53,8          | Květoslav Springinsfeld          | Rudolf Houfek           |
| MR ČSR 1959  | Praha              | Lubomír Bartoš     | 53,1          | Květoslav Springinsfeld          | Miroslav David          |
| MR ČSSR 1960 | Brno               | Miroslav David     | 53,5          | Miroslav Jareš                   | Květoslav Springinsfeld |
| MR ČSSR 1961 | Praha              | Miroslav Jareš     | 53,9          | Jiří Čihák                       | Ivan Lacko              |
| MR ČSSR 1962 | Ostrava            | František Mandlík  | 53,7          | Miroslav Jareš                   | Milan Trčka             |
| MR ČSSR 1963 | Hradec Králové     | Miroslav Hruš      | 52,8          | František Mandlík                | Miroslav Jareš          |
| MR ČSSR 1964 | Praha              | František Mandlík  | 52,1          | Svatopluk Matolín                | Milan Pfingstner        |
| MR ČSSR 1965 | Zábřeh             | František Mandlík  | 52,0          | Miroslav Jareš                   | Svatopluk Matolín       |
| MR ČSSR 1966 | Třinec             | Miroslav Hruš      | 52,2          | František Mandlík                | Rudolf Sosík            |
| MR ČSSR 1967 | Sokolov            | Miroslav Hruš      | 51,3          | František Mandlík                | Miroslav Jareš          |
| MR ČSSR 1968 | Jablonec nad Nisou | Miroslav Hruš      | 51,3          | František Mandlík                | Sergej Troščák          |
| MR ČSSR 1969 | Považská Bystrica  | Miroslav Hruš      | 51,5          | Jan Petrlík                      | Rudolf Sosík            |
| MR ČSSR 1970 | Ostrava            | Miroslav Kodejš    | 52,3          | František Mandlík                | Miroslav Hruš           |
| MR ČSSR 1971 | Praha              | Ivan Daniš         | 51,2          | Ladislav Kárský                  | Miroslav Štěpánek       |
| MR ČSSR 1972 | Praha              | Ladislav Kárský    | 50,2          | Ivan Daniš                       | Eugen Laczo             |
| MR ČSSR 1973 | Banská Bystrica    | Miroslav Kodejš    | 50,2          | Ladislav Kárský                  | Václav Zahrádka         |
| MR ČSSR 1974 | Praha              | Miroslav Kodejš    | 49,7          | Ivan Daniš                       | Václav Zahrádka         |
| MR ČSSR 1975 | Bratislava         | Ladislav Kárský    | 51,2          | Ivan Daniš                       | Jaroslav Hort           |
| MR ČSSR 1976 | Třinec             | Ladislav Buřval    | 51,51         | Ladislav Kárský                  | Jiří Ryšavý             |
| MR ČSSR 1977 | Ostrava            | Ladislav Kárský    | 50,69         | Miroslav Kodejš                  | František Břečka        |
| MR ČSSR 1978 | Praha              | Miroslav Kodejš    | 50,93         | Ladislav Kárský                  | Daniel Návesniak        |
| MR ČSSR 1979 | Praha              | Miroslav Kodejš    | 50,05         | Ladislav Kárský                  | Miroslav Břečka         |
| MR ČSSR 1980 | Praha              | Ladislav Kárský    | 51,17         | Dušan Žiška                      | Martin Čadek            |
| MR ČSSR 1981 | Ostrava            | Miroslav Kodejš    | 52,28         | Vladislav Pecen                  | Ivan Čížek              |
| MR ČSSR 1982 | Praha              | Ladislav Kárský    | 51,17         | Dušan Žiška                      | Martin Čadek            |
| MR ČSSR 1983 | Praha              | Vladislav Pecen    | 50,39         | Vladimír Musil                   | Daniel Hejret           |
| MR ČSSR 1984 | Praha              | Stanislav Návesňák | 50,65         | Vladimír Musil                   | Daniel Hejret           |
| MR ČSSR 1985 | Praha              | Stanislav Návesňák | 51,29         | Jozef Kucej                      | Aleš Maňásek            |
| MR ČSSR 1986 | Bratislava         | Jozef Kucej        | 50,11         | Daniel Hejret                    | Stanislav Návesňák      |
| MR ČSSR 1987 | Třinec             | Jozef Kucej        | 51,05         | Stanislav Návesňák               | Daniel Hejret           |
| MR ČSSR 1988 | Praha              | Stanislav Návesňák | 49,64         | Petr Marinčič                    | Aleš Maňásek            |
| MR ČSSR 1989 | Banská Bystrica    | Jozef Kucej        | 49,80         | Petr Krejčíř                     | Roman Kamas             |
| MR ČSFR 1990 | Praha              | Jozef Kucej        | 50,72         | Radek Bartakovič a Petr Marinčič | xxx                     |
| MR ČSFR 1991 | Ostrava            | Jozef Kucej        | 50,49         | Dalibor Kupka                    | Aleš Maňásek            |
| MR ČSFR 1992 | Nitra              | Jozef Kucej        | 50,35         | Dalibor Kupka                    | Radek Bartakovič        |
| MR ČR 1993   | Jablonec nad Nisou | Petr Holubec       | 51,93         | Lukáš Souček                     | Radek Bartakovič        |
| MR ČR 1994   | Jablonec nad Nisou | Václav Novotný     | 51,91         | Radek Bartakovič                 | Petr Holubec            |
| MR ČR 1995   | Ostrava            | Lukáš Souček       | 50,70         | David Nikodým                    | David Bauer             |
| MR ČR 1996   | Praha              | Lukáš Souček       | 50,43         | David Nikodým                    | Aleš Maňásek            |
| MR ČR 1997   | Třinec             | Jiří Mužík         | 49,34         | Lukáš Souček                     | David Nikodým           |
| MR ČR 1998   | Jablonec nad Nisou | Štěpán Tesařík     | 50,93         | Michal Pavlas                    | David Bauer             |
| MR ČR 1999   | Ostrava            | Josef Rous         | 50,70         | David Bauer                      | Petr Habásko            |
| MR ČR 2000   | Plzeň              | Josef Rous         | 50,64         | Petr Habásko                     | Lukáš Souček            |
| MR ČR 2001   | Jablonec nad Nisou | Jiří Mužík         | 49,32         | Štěpán Tesařík                   | Lukáš Souček            |
| MR ČR 2002   | Ostrava            | Jiří Mužík         | 48,92         | Štěpán Tesařík                   | Michal Uhlík            |
| MR ČR 2003   | Olomouc            | Štěpán Tesařík     | 49,49         | Jindřich Šimánek                 | Ondřej Daněk            |
| MR ČR 2004   | Plzeň              | Jiří Mužík         | 49,20         | Michal Uhlík                     | Jaroslav Růža           |
| MR ČR 2005   | Kladno             | Michal Uhlík       | 49,43         | Ondřej Daněk                     | Jaromír Odvárka         |
| MR ČR 2006   | Praha              | Michal Uhlík       | 49,68         | Ondřej Daněk                     | Jiří Mužík              |
| MR ČR 2007   | Třinec             | Jindřich Šimánek   | 50,49         | Michal Uhlík                     | Tomáš Matyska           |
| MR ČR 2008   | Tábor              | Ondřej Daněk       | 50,59         | Michal Uhlík                     | Josef Prorok            |
| MR ČR 2009   | Praha              | Josef Prorok       | 51,34         | Jaroslav Růža                    | Michal Uhlík            |
| MR ČR 2010   | Třinec             | Josef Prorok       | 50,23         | Michal Uhlík                     | Jindřich Šimánek        |
| MR ČR 2011   | Brno               | Josef Prorok       | 51,26         | Mužík Jiří                       | Michal Uhlík            |
| MR ČR 2012   | Vyškov             | Václav Barák       | 50,04         | Michal Brož                      | Michal Uhlík            |
| MR ČR 2013   | Tábor              | Václav Barák       | 49,95         | Michal Brož                      | Daniel Musil            |
| MR ČR 2014   | Ostrava            | Michal Brož        | 50,51         | Radek Fischer                    | Daniel Musil            |
| MR ČR 2015   | Plzeň              | Michal Brož        | 50,29         | Jiří Stehno                      | Radek Fischer           |
| MR ČR 2016   | Tábor              | Michal Brož        | 50,88         | Vít Müller                       | Václav Barák            |
| MR ČR 2017   | Třinec             | Vít Müller         | 49,92         | Martin Juránek                   | Václav Barák            |
| MR ČR 2018   | Kladno             | Michal Brož        | 50,16         | Martin Tuček                     | Jan Tesař               |
| MR ČR 2019   | Brno               | Vít Müller         | 49,59         | Jan Tesař                        | Martin Tuček            |
| MR ČR 2020   | Plzeň              | Vít Müller         | 49,93         | Michal Brož                      | Martin Tuček            |
| MR ČR 2021   | Zlín               | Vít Müller         | 49,26         | Martin Tuček                     | Matěj Mach              |
| MR ČR 2022   | Hodonín            | Vít Müller         | 49,98         | Martin Tuček                     | Adam Smolka             |
| MR ČR 2023   | Tábor              | Vít Müller         | 48,96         | Bořek Pešta                      | David Bix               |
| MR ČR 2024   | Zlín               | Vít Müller         | 48,41 Rek. MR | Martin Tuček                     | Adam Smolka             |
| MR ČR 2025   |                    |                    |               |                                  |                         |

### Ženy

#### 200 m překážek
| Rok          | Místo           | Zlato                           | Výkon | Stříbro            | Bronz               |
| ------------ | --------------- | ------------------------------- | ----- | ------------------ | ------------------- |
| MR ČSSR 1970 | Ostrava         | Jitka Birnbaumová-Potrebuješová | 27,5  | Vlasta Seifertová  | Milena Piáčková     |
| MR ČSSR 1971 | Praha           | Vlasta Seifertová               | 27,1  | Věra Slavičová     | Jiřina Brožková     |
| MR ČSSR 1972 | Praha           | Zdeňka Černá                    | 27,0  | Věra Slavičová     | Monika Schönauerová |
| MR ČSSR 1973 | Banská Bystrica | nebylo na programu              | xxx   | nebylo na programu | nebylo na programu  |
| MR ČSSR 1974 | Praha           | nebylo na programu              | xxx   | nebylo na programu | nebylo na programu  |

#### 400 m překážek
| Rok          | Místo              | Zlato             | Výkon         | Stříbro                   | Bronz                  |
| ------------ | ------------------ | ----------------- | ------------- | ------------------------- | ---------------------- |
| MR ČSSR 1975 | Bratislava         | Jozefína Hallová  | 62,30         | Ludmila Kristlová         | Blanka Perglová        |
| MR ČSSR 1976 | Třinec             | Alena Junová      | 61,10         | Dana Wildová              | Anna Šrámková          |
| MR ČSSR 1977 | Ostrava            | Jiřina Plívová    | 61,53         | Dana Wildová              | Marie Loudová          |
| MR ČSSR 1978 | Praha              | Hana Slámová      | 58,56         | Kamila Jozefíková         | Dana Wildová           |
| MR ČSSR 1979 | Praha              | Hana Slámová      | 59,30         | Ludmila Kristlová         | Sylva Prokopová        |
| MR ČSSR 1980 | Praha              | Dana Wildová      | 58,04         | Hana Slámová              | Sylva Prokopová        |
| MR ČSSR 1981 | Ostrava            | Sylva Prokopová   | 60,66         | Helena Novosadová         | Slavěna Řeháková       |
| MR ČSSR 1982 | Praha              | Anna Filičková    | 59,79         | Slavěna Řeháková          | Jarmila Bordovská      |
| MR ČSSR 1983 | Praha              | Anna Filičková    | 56,18         | Marcela Ševčíková         | Michaela Řeháková      |
| MR ČSSR 1984 | Praha              | Anna Filičková    | 57,55         | Eva Eibnerová             | Dana Tesařová          |
| MR ČSSR 1985 | Praha              | Eva Eibnerová     | 58,85         | Marcela Ševčíková         | Blanka Háková-Kunovská |
| MR ČSSR 1986 | Bratislava         | Blanka Háková     | 59,67         | Eva Eibnerová             | Hana Mikalová          |
| MR ČSSR 1987 | Třinec             | Blanka Háková     | 59,91         | Hana Mikalová             | Anna Šulcová           |
| MR ČSSR 1988 | Praha              | Zuzana Machotková | 56,56         | Anna Šulcová              | Lenka Sotonová         |
| MR ČSSR 1989 | Banská Bystrica    | Zuzana Machotková | 58,91         | Hana Nováková             | Kamila Kortišová       |
| MR ČSFR 1990 | Praha              | Zuzana Machotková | 56,85         | Marcela Novotná-Ševčíková | Hana Nováková          |
| MR ČSFR 1991 | Ostrava            | Marcela Novotná   | 60,14         | Dana Valterová            | Andrea Konečná         |
| MR ČSFR 1992 | Nitra              | Ivana Sekyrová    | 58,54         | Marcela Novotná           | Zuzana Machotková      |
| MR ČR 1993   | Jablonec nad Nisou | Zuzana Machotková | 58,20         | Ivana Sekyrová            | Marcela Novotná        |
| MR ČR 1994   | Jablonec nad Nisou | Ivana Sekyrová    | 58,59         | Darina Černá              | Martina Blažková       |
| MR ČR 1995   | Ostrava            | Dagmar Votočková  | 59,96         | Petra Šímová              | Petra Hlavatá          |
| MR ČR 1996   | Praha              | Dagmar Urbánková  | 58,36         | Dagmar Votočková          | Martina Blažková       |
| MR ČR 1997   | Třinec             | Martina Blažková  | 58,25         | Dagmar Votočková          | Dagmar Urbánková       |
| MR ČR 1998   | Jablonec nad Nisou | Martina Blažková  | 58,27         | Dagmar Votočková          | Lucie Sichertová       |
| MR ČR 1999   | Ostrava            | Dagmar Votočková  | 58,05         | Alena Rücklová            | Petra Hlavatá          |
| MR ČR 2000   | Plzeň              | Dagmar Votočková  | 58,83         | Lucie Sichertová          | Martina Blažková       |
| MR ČR 2001   | Jablonec nad Nisou | Alena Rücklová    | 57,74         | Lucie Sichertová          | Kateřina Bábová        |
| MR ČR 2002   | Ostrava            | Alena Rücklová    | 57,70         | Lucie Sichertová          | Ivana Sekyrová         |
| MR ČR 2003   | Olomouc            | Lucie Sichertová  | 59,44         | Ivana Sekyrová            | Lucie Jašová           |
| MR ČR 2004   | Plzeň              | Alena Rücklová    | 57,39         | Lucie Jašová              | Ivana Sekyrová         |
| MR ČR 2005   | Kladno             | Alena Rücklová    | 57,07         | Zuzana Bergrová           | Ivana Sekyrová         |
| MR ČR 2006   | Praha              | Alena Rücklová    | 56,33         | Zuzana Bergrová           | Jana Melichová         |
| MR ČR 2007   | Třinec             | Zuzana Bergrová   | 57,83         | Aneta Pecnová             | Lenka Švábíková        |
| MR ČR 2008   | Tábor              | Kristina Volfová  | 59,17         | Jana Melichová            | Zuzana Klementová      |
| MR ČR 2009   | Praha              | Kristina Volfová  | 58,93         | Jana Melichová            | Lenka Švábíková        |
| MR ČR 2010   | Třinec             | Zuzana Bergrová   | 57,22         | Kristina Volfová          | Kamila Němcová         |
| MR ČR 2011   | Brno               | Zuzana Bergrová   | 57,25         | Kristina Volfová          | Veronika Vojtíková     |
| MR ČR 2012   | Vyškov             | Denisa Rosolová   | 54,38 Rek. MR | Zuzana Bergrová           | Kateřina Hálová        |
| MR ČR 2013   | Tábor              | Kateřina Hálová   | 58,69         | Karolina Hlavatá          | Kamila Němcová         |
| MR ČR 2014   | Ostrava            | Denisa Rosolová   | 54,63         | Lucie Slaníčková (SVK)    | Jana Reissová          |
| MR ČR 2015   | Plzeň              | Denisa Rosolová   | 55,26         | Lucie Taclíková           | Kateřina Hálová        |
| MR ČR 2016   | Tábor              | Tereza Vokálová   | 57,22         | Kateřina Hálová           | Lucie Taclíková        |
| MR ČR 2017   | Třinec             | Denisa Rosolová   | 56,55         | Kateřina Ulrichová        | Lada Vondrová          |
| MR ČR 2018   | Kladno             | Zuzana Hejnová    | 56,08         | Martina Hofmanová         | Kateřina Ulrichová     |
| MR ČR 2019   | Brno               | Tereza Jonášová   | 59,16         | Lucie Pertlíková          | Michaela Bičianová     |
| MR ČR 2020   | Plzeň              | Zuzana Hejnová    | 55,70         | Nikoleta Jíchová          | Kristýna Korelová      |
| MR ČR 2021   | Zlín               | Nikoleta Jíchová  | 57,17         | Barbora Veselá            | Tereza Jonášová        |
| MR ČR 2022   | Hodonín            | Nikoleta Jíchová  | 57,44         | Zuzana Cymbálová          | Barbora Veselá         |
| MR ČR 2023   | Tábor              | Nikoleta Jíchová  | 54,88         | Ester Bendová             | Klára Bartošková       |
| MR ČR 2024   | Zlín               | Barbora Veselá    | 57,43         | Lenka Novotná             | Zuzana Cymbálová       |
| MR ČR 2025   |                    |                   |               |                           |                        |